# Droga Wolności

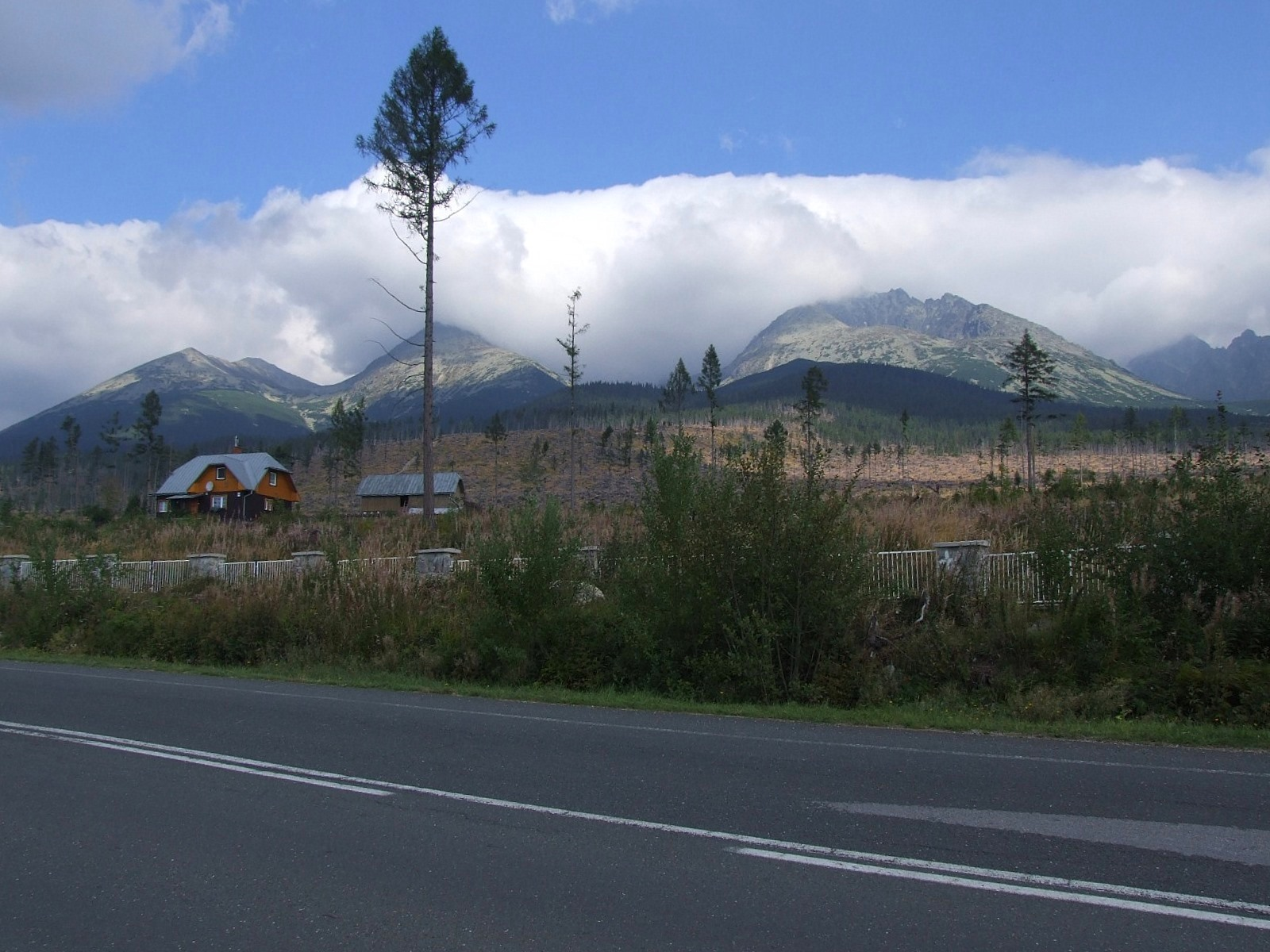
Widok na Tępą, Kończystą i Gerlach z Drogi Wolności

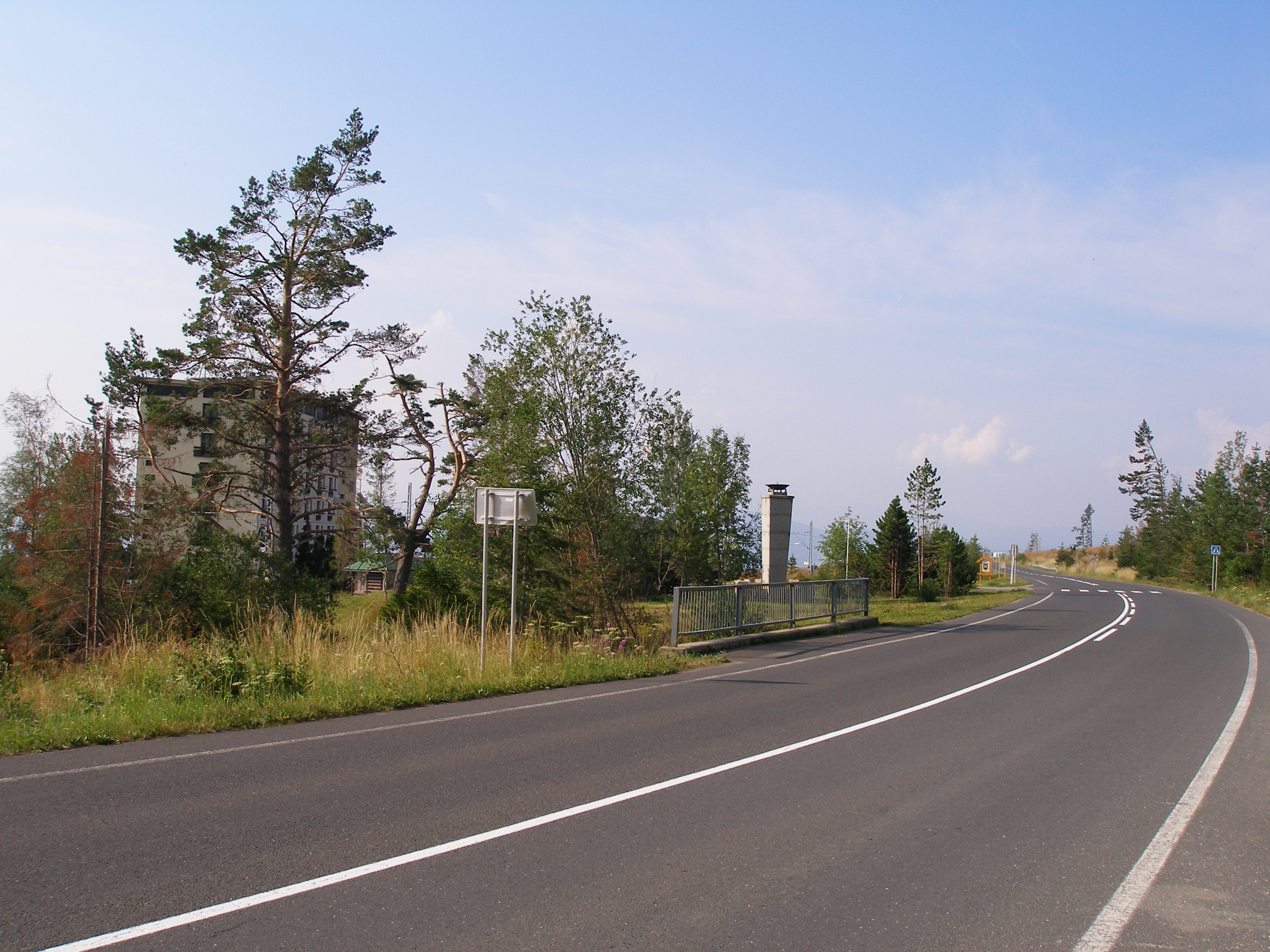
Droga Wolności w Tatrzańskich Zrębach

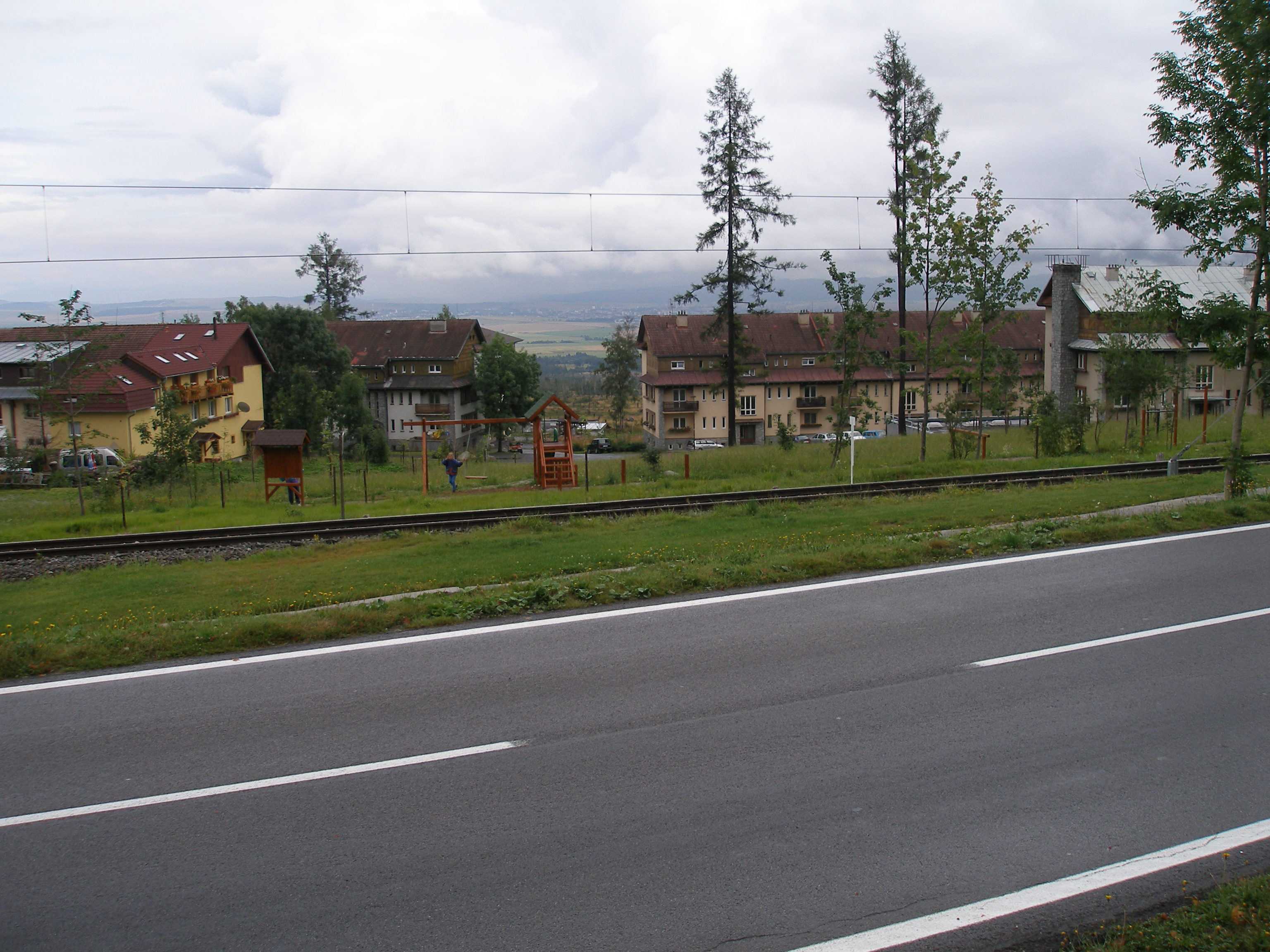
Droga Wolności w Nowym Smokowcu, przy drodze tory kolei elektrycznej

Droga Wolności (słow. cesta Slobody, niem. Freiheitsstraße, węg. Szabadság-út) – przebiegająca na Słowacji, po południowej stronie Tatr droga od Łysej Polany do miejscowości Szczyrbskie Jezioro. Jej przedłużenie do Liptowskiego Mikułaszu stanowi Tatrzańska Droga Młodości. W sieci krajowych dróg oznaczana jest jako drogi nr 67 (odcinek od Łysej Polany do miejscowości Tatrzańska Kotlina) i nr 537 od tej miejscowości do Liptowskiego Mikułaszu. Jest to droga o dużym znaczeniu, łącząca z sobą podtatrzańskie miejscowości stanowiące bazę dla turystyki i rekreacji oraz wyloty dolin tatrzańskich, od których prowadzą znakowane szlaki turystyczne w głąb Tatr. Szosa prowadzi przez lasy i łąki u podnóża Tatr, ma jezdnię o szerokości 7,5 m, szerokość całej arterii wynosi 10–11 m. Spadek nie przekracza 4,5%. Na znacznej długości droga przebiega przez obszar TANAP-u. Zatrzymanie i postój dozwolone są tylko w wyznaczonych miejscach i na płatnych parkingach.
Jest to droga o bardzo efektownych widokach. Ogromne zniszczenia spowodowane przez potężny wiatr w 2004 r., który wyłamał las na znacznej długości trasy spowodowały odsłonięcie widoku na Tatry. W przeciwną stronę rozlegają się widoki na Kotlinę Liptowską, Niżne Tatry, Góry Choczańskie. Na długim odcinku południowej części drogi Szczyrbskie Jezioro – Tatrzańska Łomnica równolegle do niej poprowadzone są tory kolei elektrycznej („elektriczki”).

## Przebieg Drogi Wolności
- Łysa Polana
- Jaworzyna Tatrzańska
- Podspady
- Zdziar
- Tatrzańska Kotlina
- Kieżmarskie Żłoby
- Matlary
- Tatrzańska Łomnica
- Tatrzańska Leśna
- Górny Smokowiec
- Stary Smokowiec
- Nowy Smokowiec
- Tatrzańskie Zręby
- Tatrzańska Polanka
- Nowa Polanka
- Wyżnie Hagi
- Szczyrbskie Jezioro